# 神谷不二
神谷 不二（かみや ふじ、1927年1月6日- 2009年2月20日）は、日本の国際政治学者。学位は、法学博士（京都大学・1967年）。慶應義塾大学名誉教授。

## 人物
愛知県名古屋市出身。
当初は岡義武の下で近代イギリス外交史を研究したが、後に関心を現代国際政治へと移し、現代アジアの国際政治、日米関係などを研究対象とする。朝鮮戦争研究の草分けで、1966年に発表した著書『朝鮮戦争』で、戦争の発端は北朝鮮による侵略であったと論じ、従来米韓の「北侵」によるとされてきた戦争起源論に反論した。1993年から2002年まで、防衛学会（後に国際安全保障学会）の会長を務めた。
日本政府の外交政策ブレーンを様々な形で務め、沖縄返還時にも学者グループとして政府への提言を行った。日米欧委員会委員を長く務めたことでも知られる。現実主義・親米保守・右派の論客として『中央公論』『文藝春秋』『諸君!』『産経新聞』などへの寄稿で論壇でも活動した。
ニュースキャスターの宮崎緑は慶應義塾大学での教え子。
2009年2月20日、急性心不全にて死去。82歳没。

## 家族・親族
妻の神谷笑子（えみこ）は法学者で元東京工科大学教授。長男の神谷万丈は国際政治学者で防衛大学校教授。同妻の神谷明美は東京工科大学教授。長女の神谷百子はマリンバ奏者。姉の神谷美子は宇宙物理学者で元名古屋大学教授。

## 略歴
- 1927年 愛知県名古屋市に生まれる。
- 愛知一中、八高を卒業。
- 1949年 東京大学法学部卒業[1]
- 1949年 東京大学法学部助手[1]（-1952年）
- 1952年 大阪市立大学法学部助教授[1]（-1962年）

この間シカゴ大学、コロンビア大学客員研究員（1959-60年、1960-61年）
- 1962年 大阪市立大学法学部教授[1]（-1970年）
- 1970年 慶應義塾大学法学部教授[1]（-1991年）
- 1977年 コロンビア大学客員教授（-1979年）
- 1985年 コロンビア大学客員教授（-1986年）
- 1991年 東洋英和女学院大学人文学部教授（-1995年）
- 1995年 東洋英和女学院大学社会科学部教授[1]（-2001年）
- 2001年 東洋英和女学院大学国際社会科学部長（-2002年）
- 2001年 東洋英和女学院大学大学院客員教授

## 著作

### 単著
- 『朝鮮戦争――米中対決の原形』（中央公論社, 1966年／中公文庫, 1990年）
- 『現代国際政治の視角』（有斐閣, 1966年）
- 『現代の戦争』（慶應通信, 1972年）
- 『戦後日米関係の文脈』（日本放送出版協会, 1984年）
- 『アメリカを読む50のポイント』（PHP研究所, 1989年）
- 『戦後史の中の日米関係』（新潮社, 1989年)
- 『朝鮮半島で起きたこと起きること――分断・共存・統一の歴史と行方』（PHP研究所, 1991年／『朝鮮半島論』に増補改題, 1994年）
- 『勝負の美学』（PHP研究所, 1999年）
- 『国際政治の半世紀――回顧と展望』（三省堂, 2001年）

### 共著
- （高坂正堯・尾上正男）『アジアの革命』（毎日新聞社, 1966年）
- 『日本の平和を考える』（三修社, 1981年）
- （高橋和夫）『現代の国際政治』（放送大学教育振興会, 1987年、改訂版1991年）

### 編著
- 『戦争と平和』（グロリア・インターナショナル, 1971年）
- 『日本とアメリカ協調と対立の構造』（日本経済新聞社, 1973年）
- 『朝鮮問題戦後資料（全3巻）』（日本国際問題研究所, 1976-1980年）
- 『現代の国際政治』（旺文社, 1980年）
- 『北東アジアの均衡と動揺』（慶應通信, 1984年）
- 『世界の戦争 第9巻 二十世紀の戦争』（講談社, 1985年）

### 共編著
- （ジェラルド・カーティス）『沖縄以後の日米関係 七〇年代のアジアと日本の役割』（サイマル出版会, 1970年）
- （永井陽之助）『日米経済関係の政治的構造』（日本国際問題研究所, 1972年）
- The Security of Korea : U.S. and Japanese perspectives on the 1980s, co-edited with Franklin B. Weinstein,(Westview Press, 1980).
- （佐伯彰一・荻昌弘・亀井俊介・高階秀爾）『アメリカハンドブック』（三省堂, 1986年）

### 訳書
- （神川信彦共訳）A.シュトゥルムタール『ヨーロッパ労働運動の悲劇 1918-1939年』（全2巻, 岩波書店, 1958-1964年）
- （監訳）ハンス・モーゲンソウ『人間にとって科学とは何か』（講談社現代新書, 1975年）